# Nemes májvirág
A nemes májvirág (Anemone hepatica, korábban Hepatica nobilis) a boglárkavirágúak (Ranunculales) rendjébe, ezen belül a boglárkafélék (Ranunculaceae) családjába tartozó faj.
Az Év vadvirága 2020-ban.

## Előfordulása
A nemes májvirág elterjedési területe az északi félgömb mérsékelt övi, erdős területei. Megtalálható Európában, Ázsiában és Észak-Amerikában is. Közép-Európában őshonos növényfaj. Egyes helyeken ugyan bőségesen található, alapjában véve azonban ritka növény, bizonyos területeken teljesen hiányzik.

## Változatai
- Anemone hepatica var. acuta (Pursh) Pritz.
- Anemone hepatica var. asiatica (Nakai) H.Hara, 1958.
- Anemone hepatica var. hepatica
- Anemone hepatica var. japonica (Nakai) Ohwi
- Anemone hepatica var. transylvanica (Heuff.) Finet & Gagnep.

## Megjelenése
A nemes májvirág kis termetű évelő növény, magassága alig éri el a 15 centimétert. Háromkaréjú levelei, amelyek csupán virágzás után vagy a virágzási idő vége felé jelennek meg, egész nyáron, ősszel és rendszerint télen is kitartanak, s csak az új levelek kihajtásakor pusztulnak el. A növény a nevét leveleiről kapta, melyek némileg a lebenyes felépítésű májhoz hasonlítanak. A virág rövid, szőrös tőkocsány csúcsán helyezkedik el, közvetlenül 3 csészeszerű fellevél fölött. A 6-10 virágtakaró levél többnyire kék, de rózsaszín vagy fehér is lehet. A növény gyengén mérgező.

## Életmódja
A nemes májvirág nyirkos és sziklás erdők, az üdébb, mészben gazdag, kőtörmeléket is tartalmazó vályogtalajokat kedveli. Termőhelyein általában nagyobb állományokban fordul elő.
A virágzási ideje március–április között van.

## Gyógyhatása
Máj-, epebajok, vizelési zavarok, vese-, hólyagbántalmak. Teáját epe-, máj- és vesebántalmak ellen fogyasztják. Drogja (Hepaticae folium) glikozidát, csersavat és szaponint tartalmaz.

## Képek

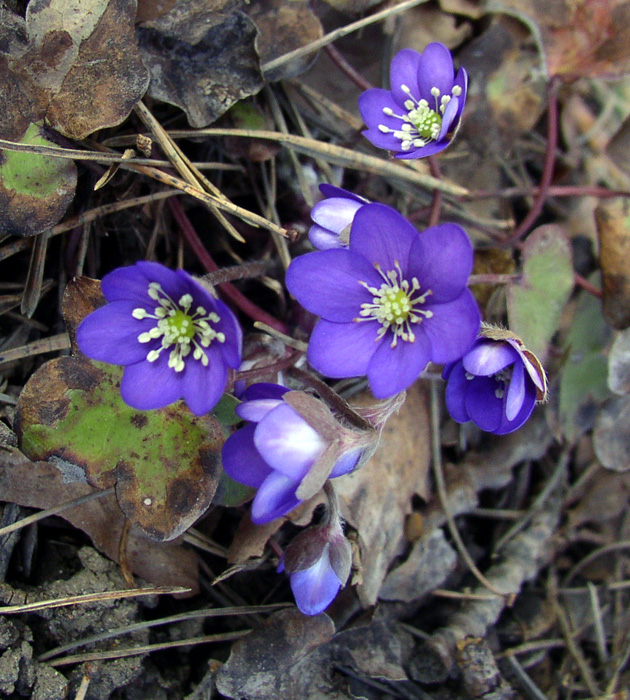
Virágai kékben,
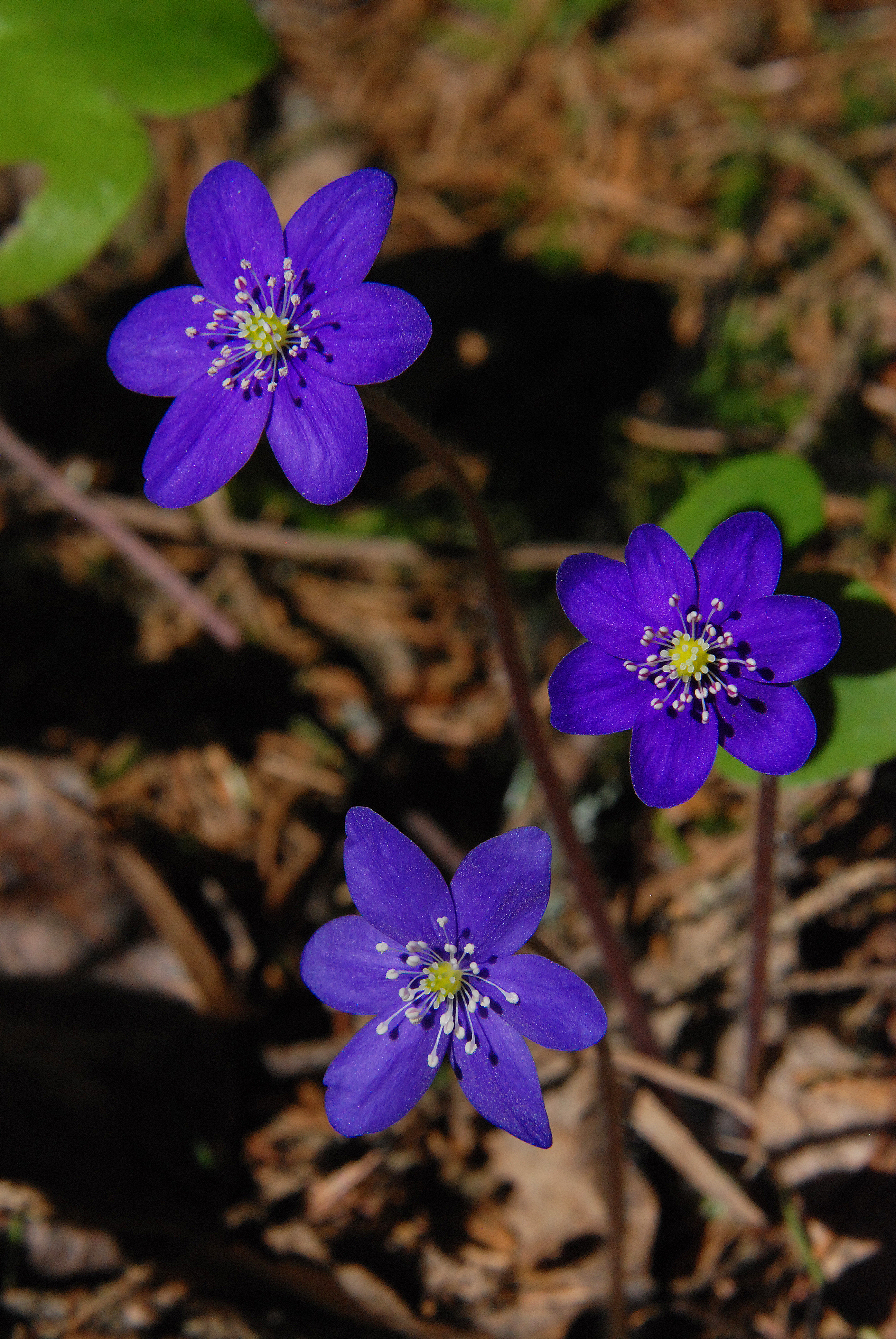
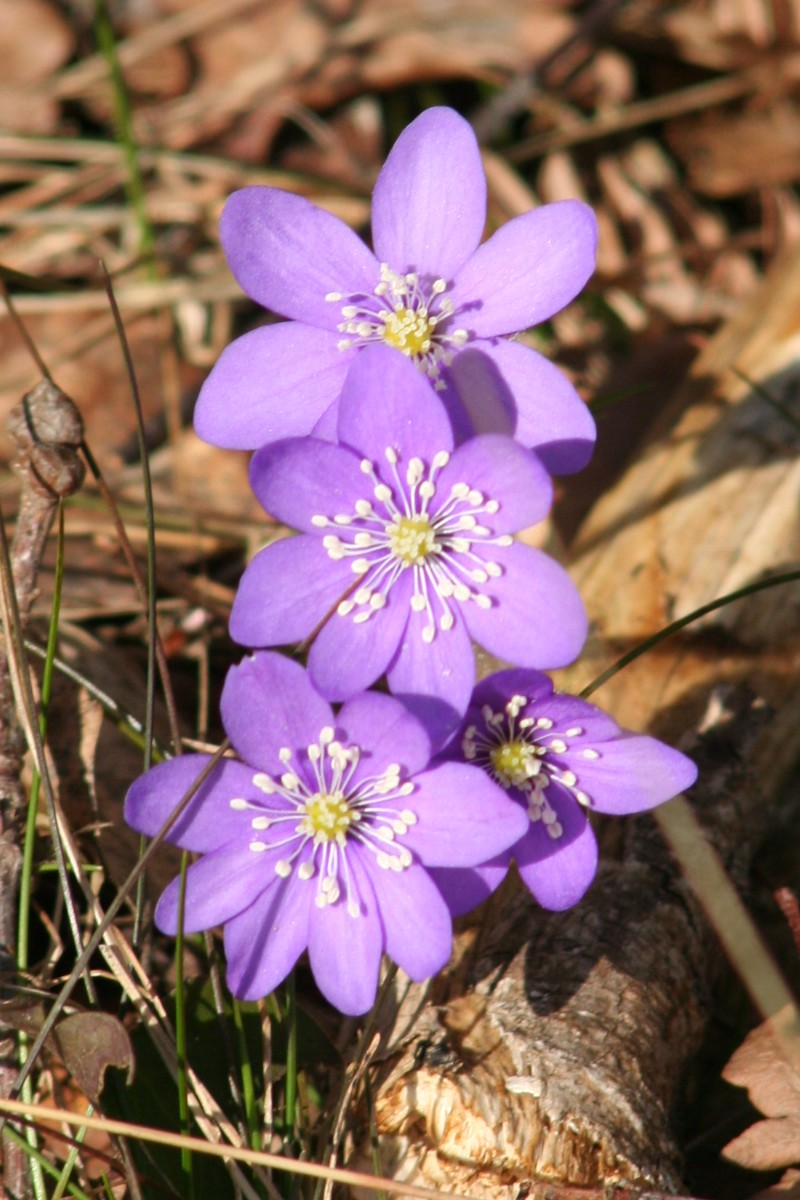
lilásban,
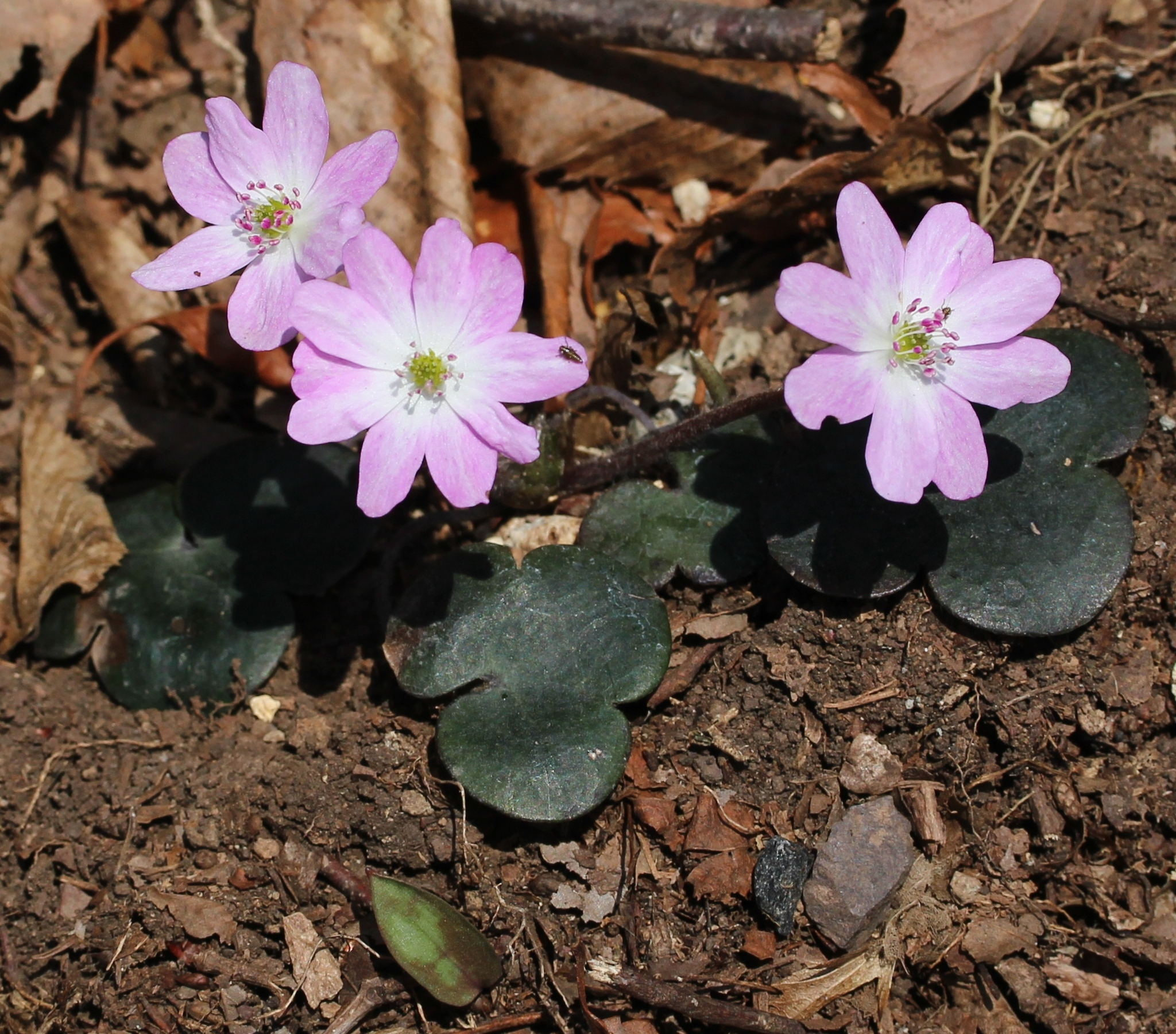
rózsaszínben,
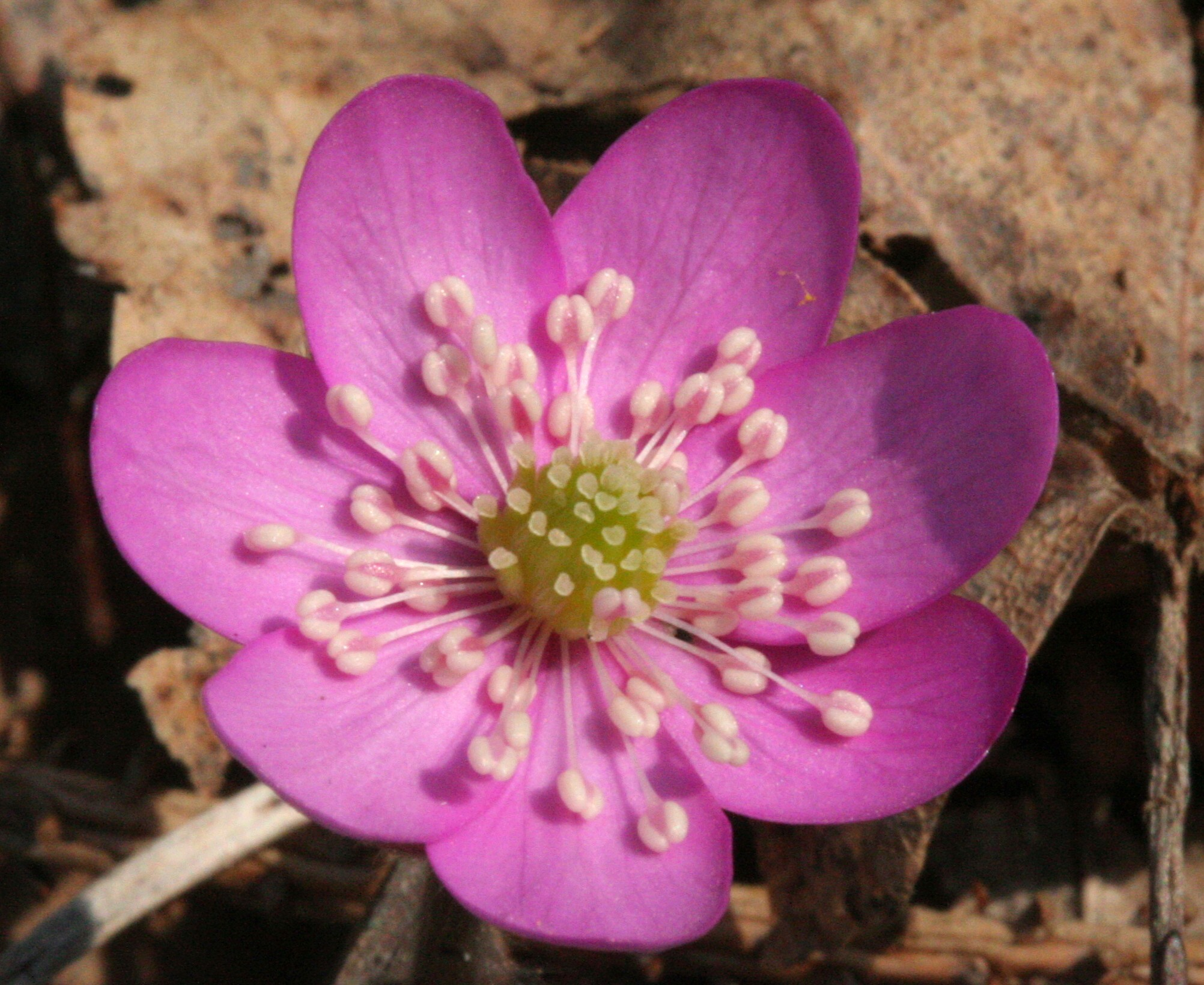
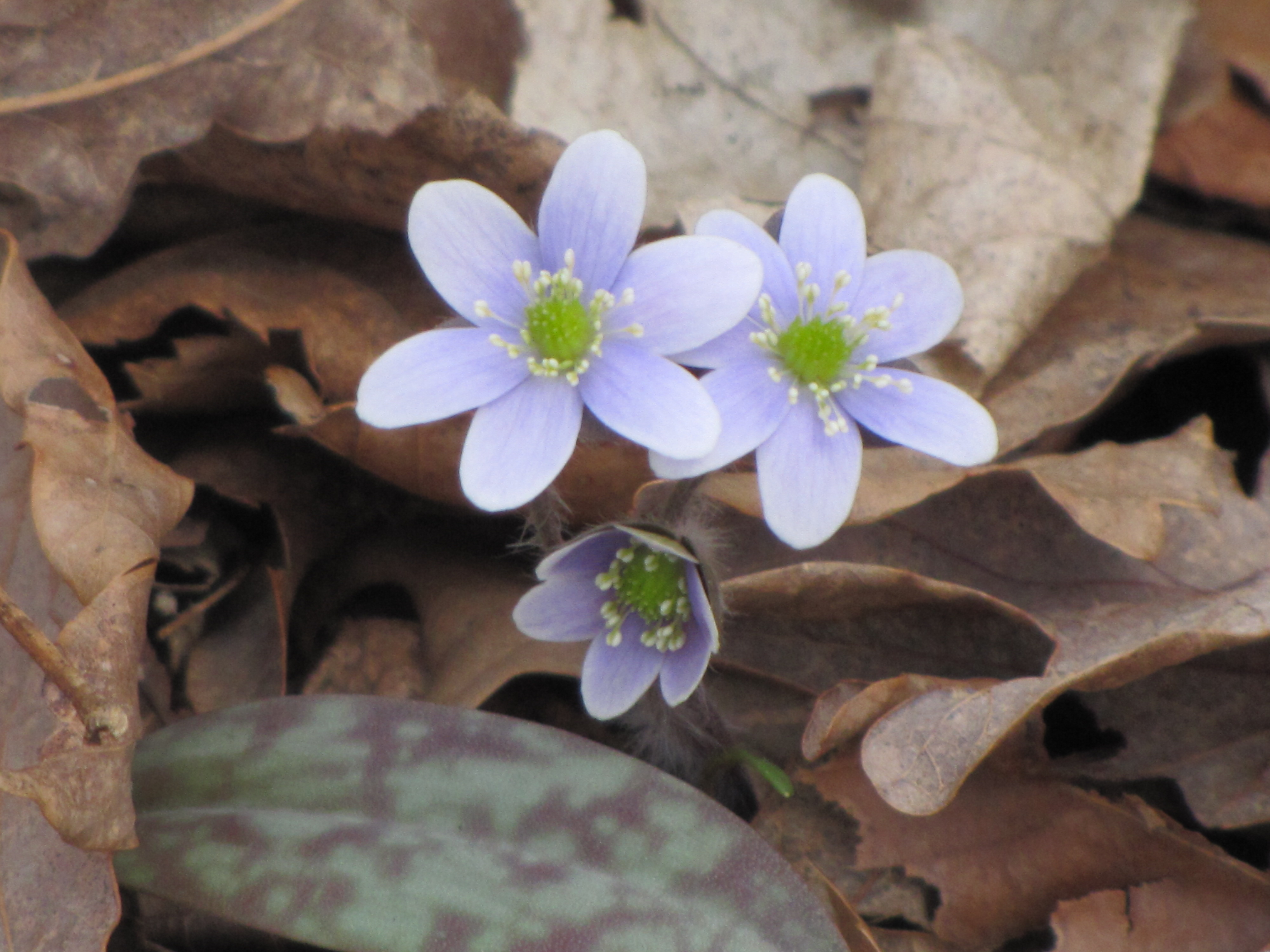
majdnem fehérben
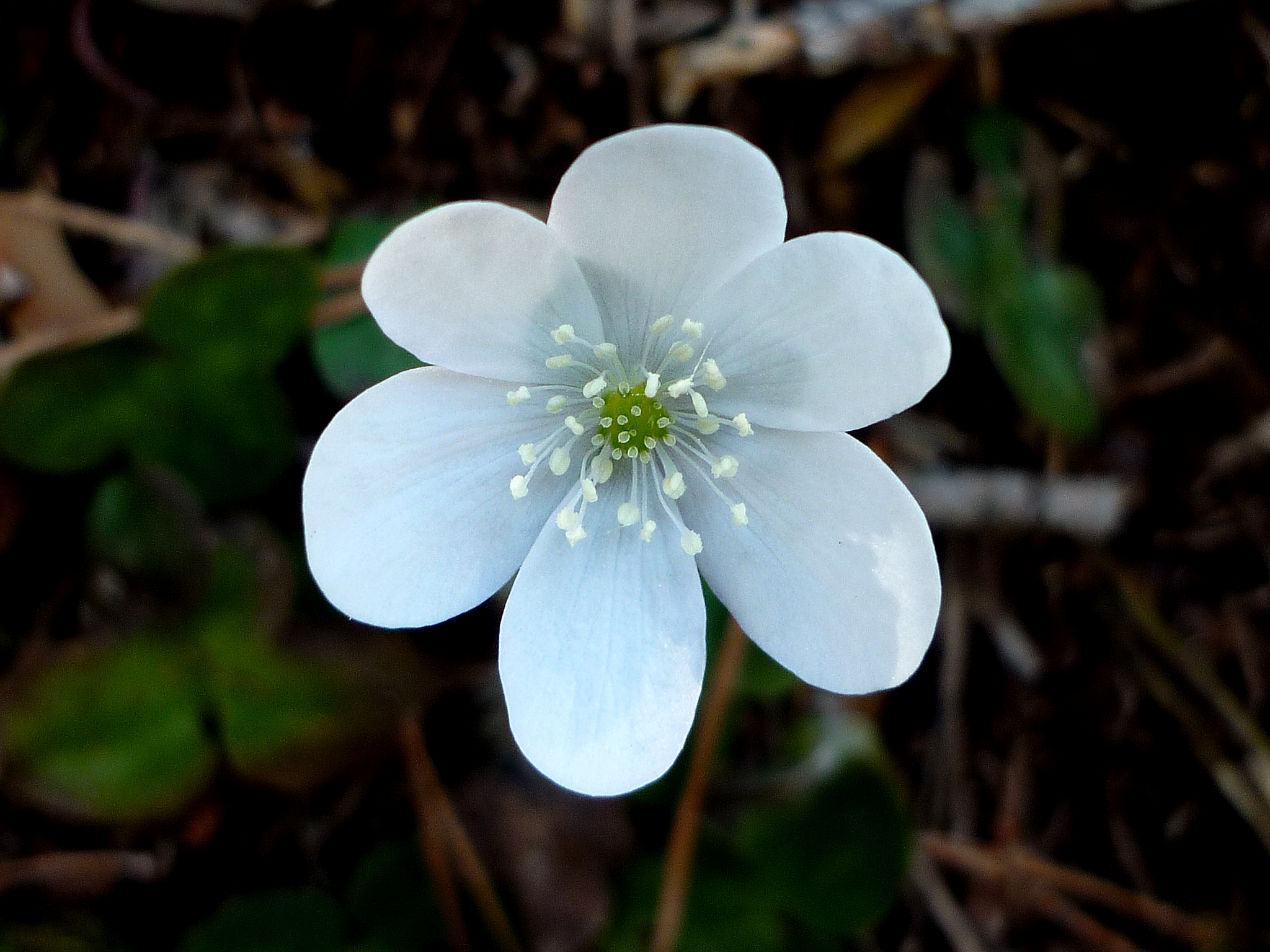
és fehéresben
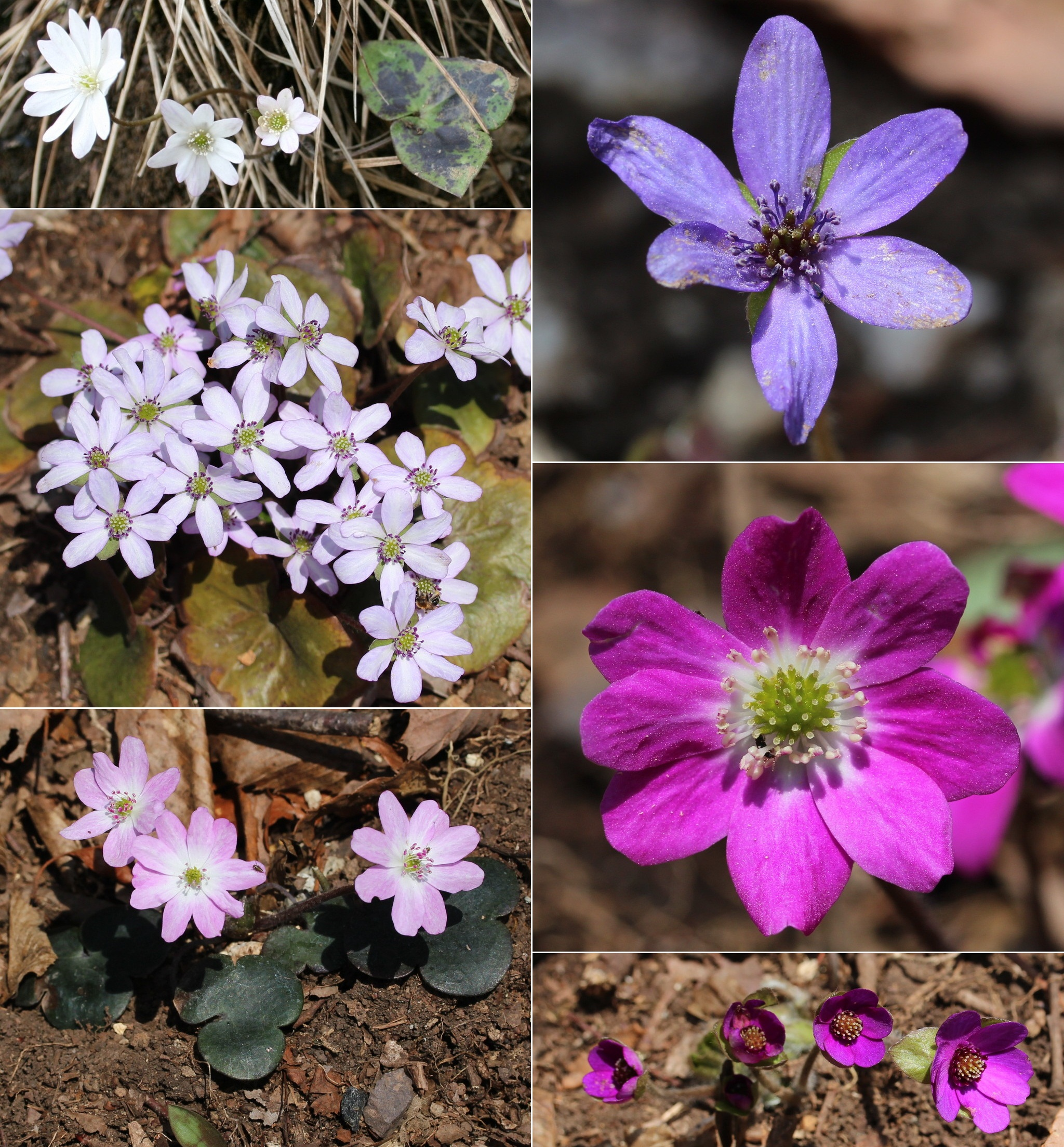
Anemone hepatica var. japonica virágok többféle színben
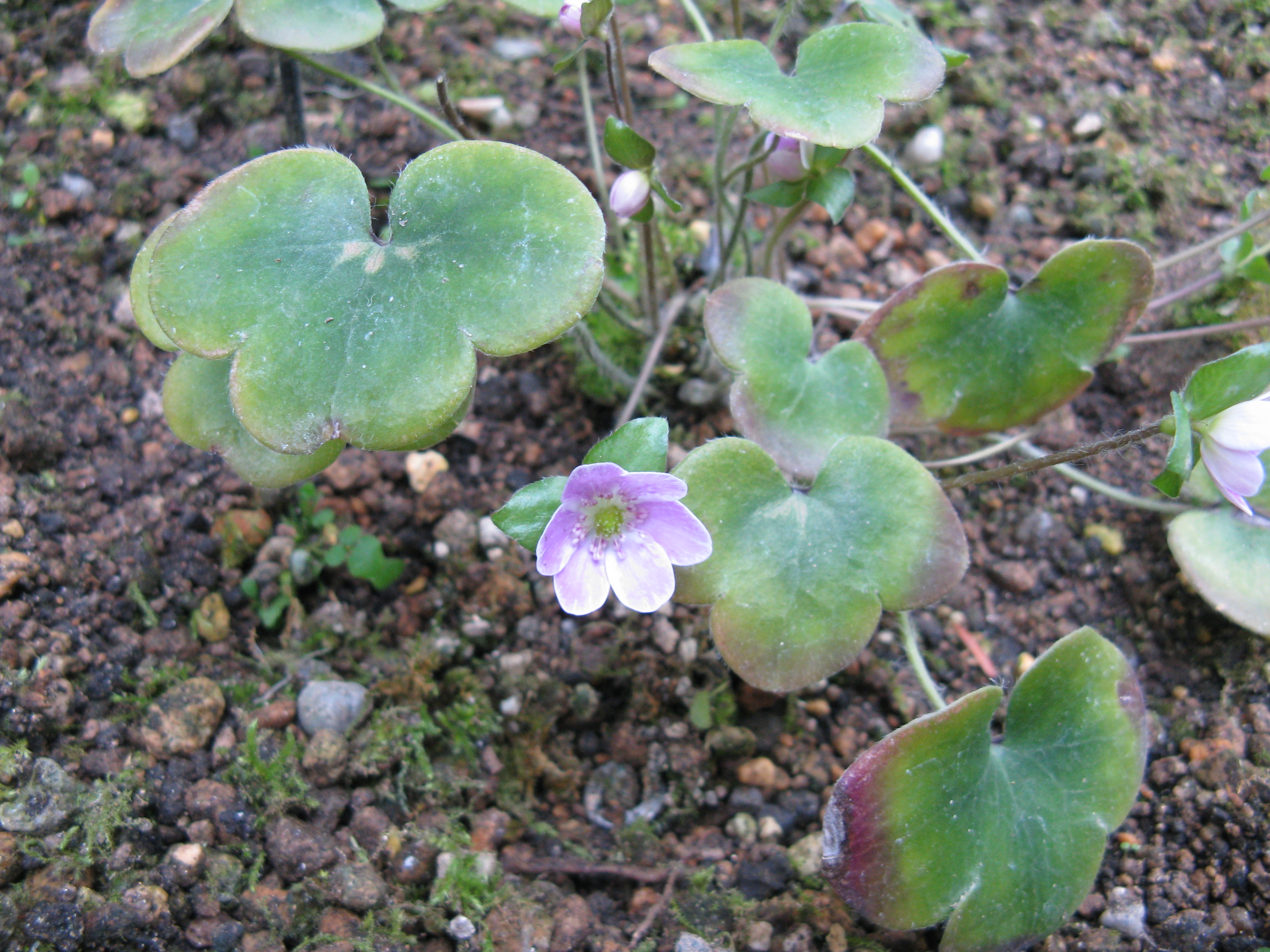
Levelei
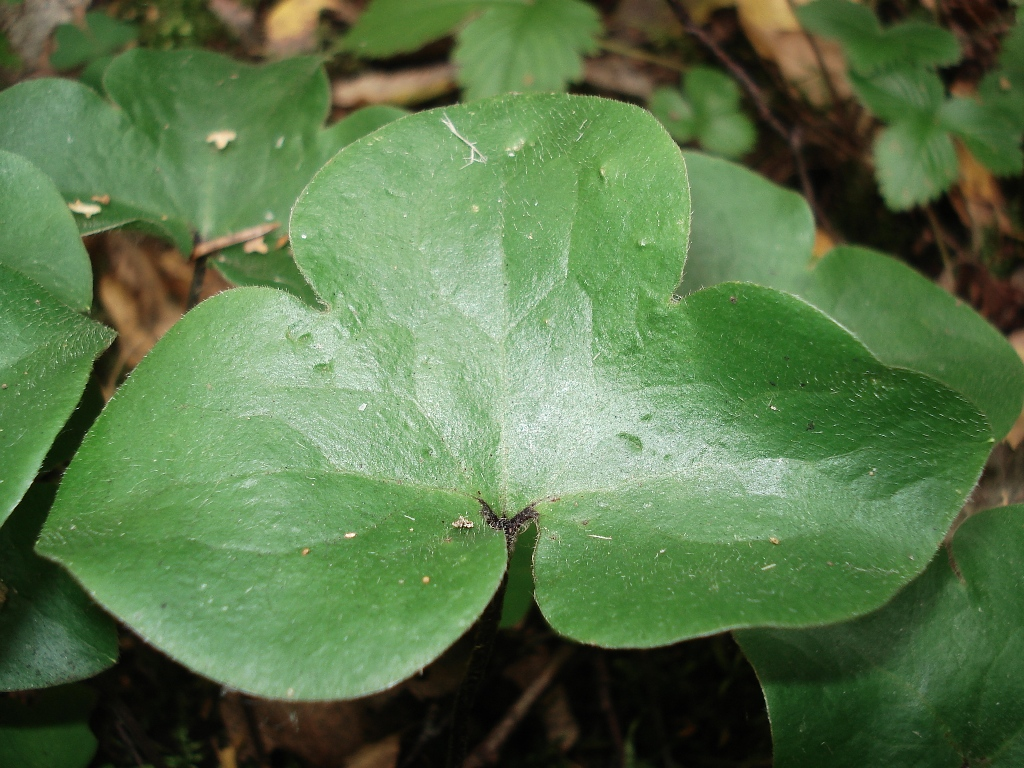
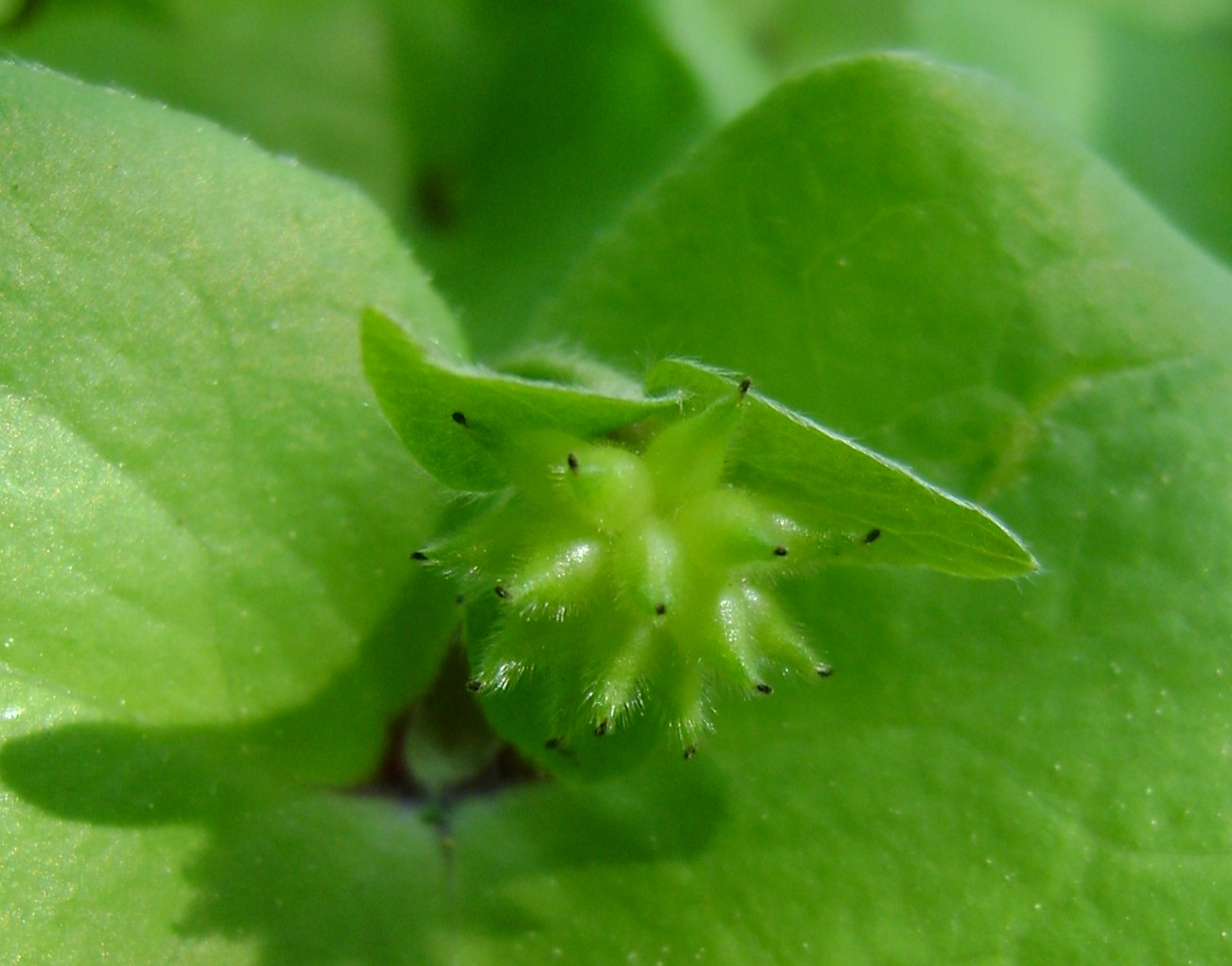
Termései
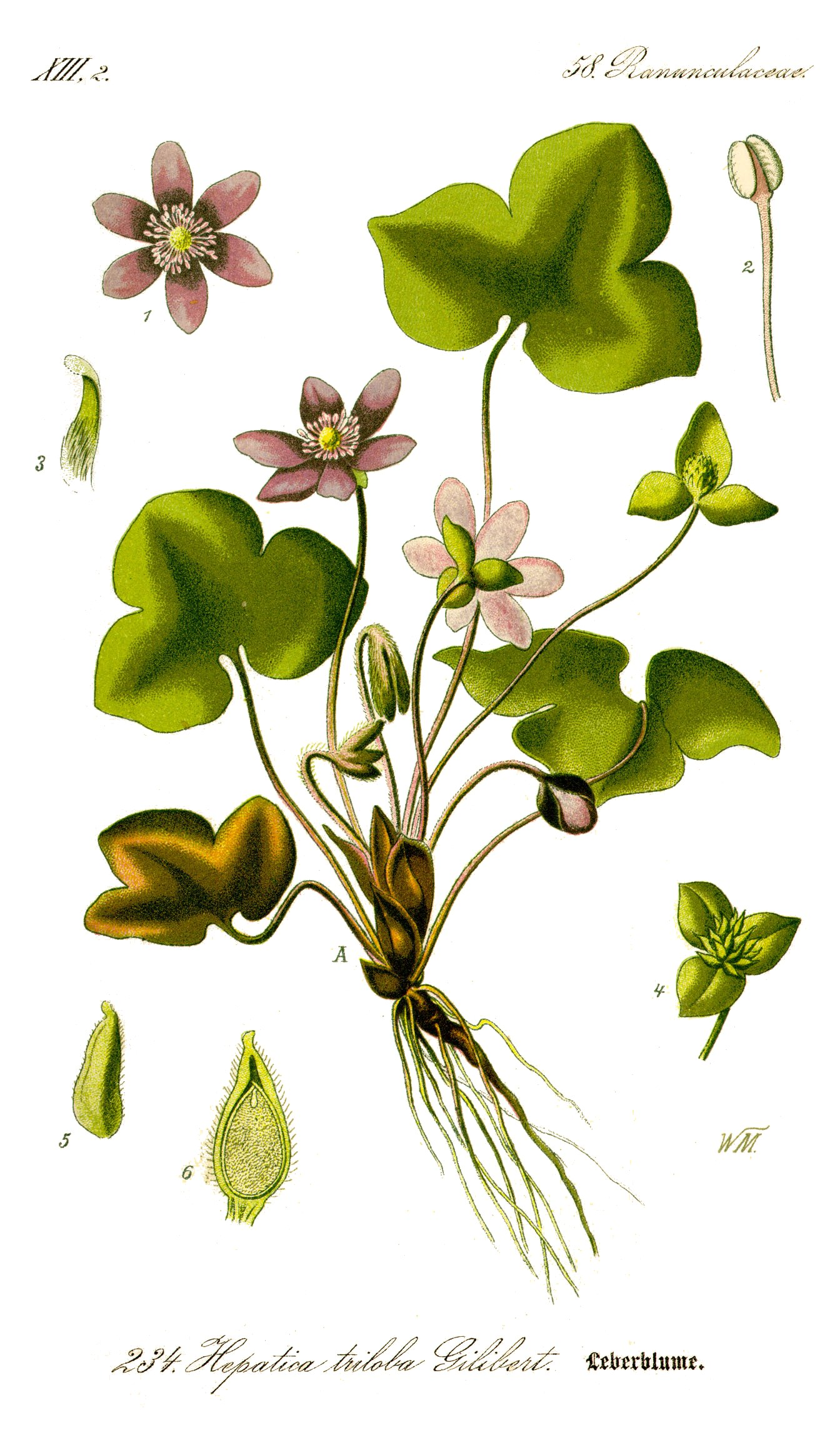
Rajz a növényről